# Corallorhiza bulbosa
Corallorhiza bulbosa là một loài thực vật có hoa trong họ Lan. Loài này được A.Rich. & Galeotti mô tả khoa học đầu tiên năm 1845.